# Groń (powiat tatrzański)
Groń – wieś podhalańska w Polsce położona w województwie małopolskim, w powiecie tatrzańskim, w gminie Bukowina Tatrzańska, na Podhalu.
Według danych z 31 grudnia 2012 r. sołectwo Groń miało 1850 stałych mieszkańców.
W latach 1954–1960 wieś należała do gromady Leśnica, po jej zniesieniu należała i była siedzibą władz gromady Groń. W latach 1975–1998 miejscowość administracyjnie należała do województwa nowosądeckiego.

## Położenie
Miejscowość jest bardzo rozciągnięta na linii północ-południe (od Gronkowa, tj. południowej części Kotliny Nowotarskiej do Bukowiny Tatrzańskiej i Gliczarowa Górnego, tj. Pogórza Bukowińskiego). Znajduje się we wschodniej części doliny ograniczonej dwoma ciągnącymi się przez kilka kilometrów grzbietami.
Od Leśnicy oddziela ją potok o takiej samej nazwie (Leśnica). Rzeczą charakterystyczną jest, że droga poprowadzona przez dolinę zahacza obie miejscowości, tak więc za każdym razem, gdy przejeżdża się przez jeden z kilku mostów, wjeżdża się do innej wsi. Nawet tablice informujące o przekroczeniu granicy miejscowości mają w nazwie "Groń-Leśnica". Także większość budynków i instytucji jest dla obu wsi wspólna (np. kościół parafialny w Groniu i cmentarz w Leśnicy). Podział jest w zasadzie tylko administracyjny, w praktyce nie funkcjonuje.
W związku z tym podnoszą się głosy o scalenie tych miejscowości w jedną.

## Części wsi
Integralne części wsi Groń:  Janiołów Wierch, Bulaczków Wierch, Gile, Knopki, Kobylarzówka, Krzystkówka, Marki, Muchówka, Parowie, Piekarze, Rusiny, Sobale, Szewcy, Szewczaki, Tomalowie, Wierch Budzów, Wróble, Żurowie

## Historia
Zalążek Gronia utworzył około roku 1624 starosta Stanisław Witowski, który zasiedlenie tej wsi powierzył zasadźcy Adamowi Bełzykowi (Grońskiemu). 11 listopada 1669 r. król Michał Korybut Wiśniowiecki potwierdził Krzysztofowi i Andrzejowi Grońskim posiadanie sołtystwa we wsi Groń (...) z pastwiskami, zwanemi Wierzch Leśnica, Karpencina i Jaworzyna Węgierska, począwszy od rzek Leśnica i Białej, które to polany już dziad ich od króla Stefana Batorego otrzymał. Nadanie to potwierdził następnie król Jan III Sobieski dokumentem z 3 marca 1676 r., dodając jeszcze polanę, zwaną Głodówką.

## Charakterystyczne obiekty, miejsca i inicjatywy

### Parafia rzymskokatolicka pw. św. Jacka

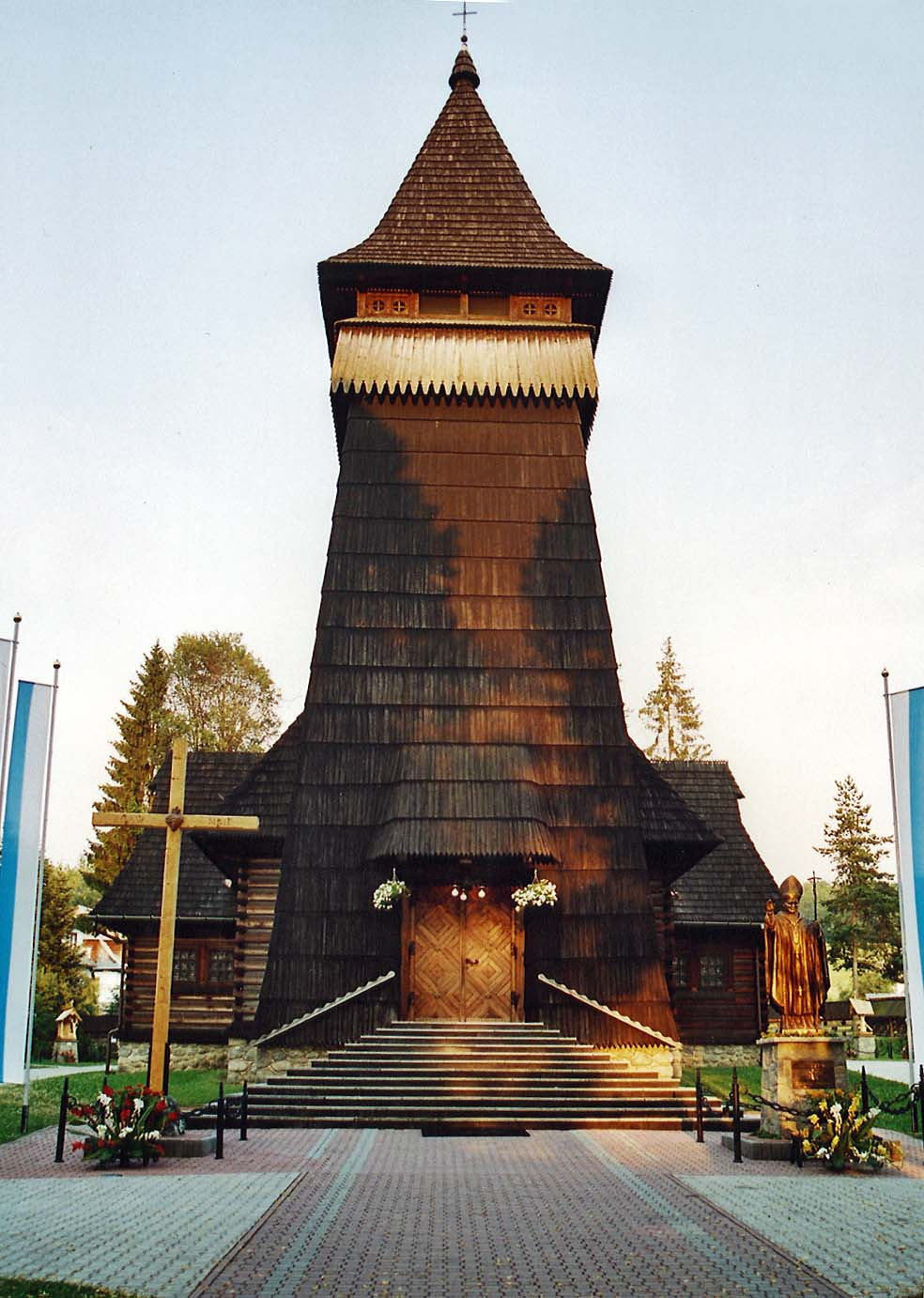
Kościół parafialny pw. św. Jacka w Groniu

Należy do archidiecezji krakowskiej, dekanatu Białka Tatrzańska.
Erygowana dekretem abp. Eugeniusza Baziaka w 1958. Pierwszym proboszczem był ks. Józef Pędziwiatr (przebywał w parafii od 1952). Po jego odejściu do parafii Dziekanowice w 1969 tę funkcję przejął ks. Józef Szczypka (zm. 2002). Od 2002 proboszczem jest ks. Stanisław Pająk.
Był to jeden z niewielu kościołów budowanych w Polsce w tamtych czasach (stalinizm).

#### Kościół
Prace przy budowie kościoła rozpoczęto w 1952. W 1953, jeszcze niegotowy, został poświęcony przez ks. Jerzego Czartoryskiego. Później prace prawie ustały, przyspieszając znów po odwilży 1956 roku. Trwały do 1958.

#### Pomnik Jana Pawła II
Przy kościele parafialnym w Groniu znajduje się pomnik papieża Jana Pawła II. Zaprojektował go i formę gipsową wykonał Rafał Jedynak. Odlała go w brązie firma "Metalodlew" z Krakowa Nowej Huty. Mierzy 2,30 metra wysokości. Zamontowano go 13 lipca 2006. Aktu poświęcenia dokonał 21 lipca tego samego roku kard. Stanisław Dziwisz, metropolita krakowski.

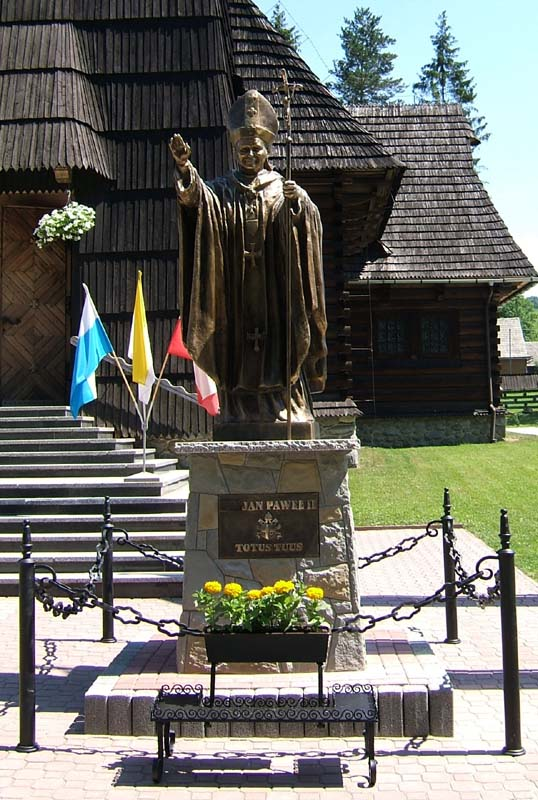
Pomnik Jana Pawła II przy kościele parafialnym w Groniu

#### Kapliczki różańcowe
Kościół otacza 20 kapliczek różańcowych wyrzeźbionych w drewnie przez Mariana Gluglę. Poświęcił je bp Jan Zając podczas wizytacji kanonicznej 30 października 2005.

### Kultura regionalna (góralska)
Regionalna kultura górali podhalańskich jest podtrzymywana przez mieszkańców wsi Groń.

#### Zespoły regionalne
Na terenie Gronia-Leśnicy działają zespoły regionalne, m.in. Zawaternik (od 1983) i Ślebodni (prowadzone przez Marię Dudek) oraz kapela Janusza Pilnego.

### Dom Rekolekcyjny im. Jana Pawła II
W przysiółku Piekarzówka działa wybudowany przez ks. Kazimierza Jancarza Dom Rekolekcyjny Diakonii Liturgicznej Ruchu Światło-Życie Archidiecezji Krakowskiej (prowadzący głównie rekolekcje II stopnia Oazy Nowego Życia).

## Urodzeni w Groniu
- ks. Władysław Bochnak

## Galeria

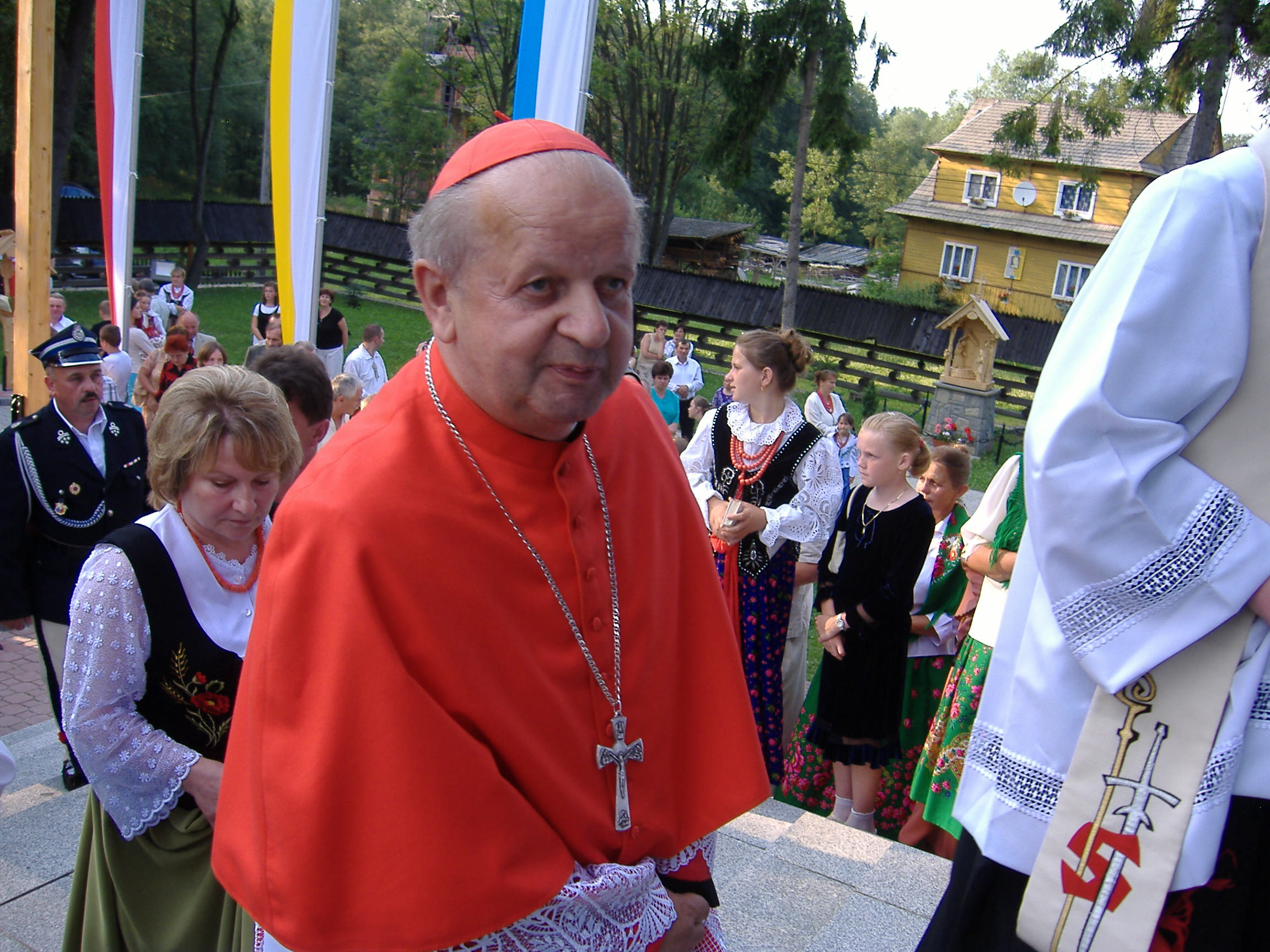
kard. Stanisław Dziwisz podczas uroczystości poświęcenia pomnika Jana Pawła II, lipiec 2006
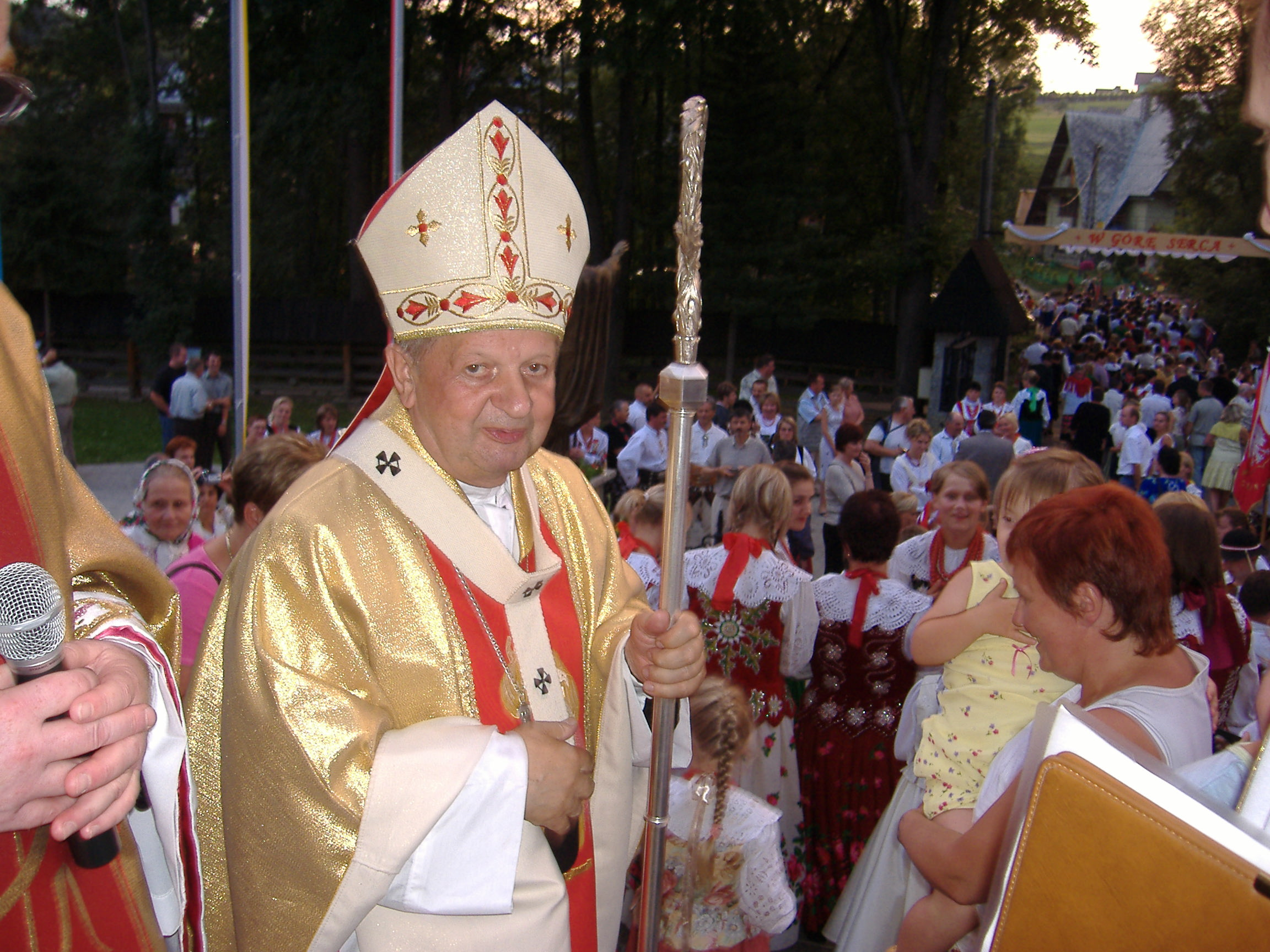
Poświęcenie pomnika – 2